# Fes
|  | Per a altres significats, vegeu «fes (lligadura)». |

Fes (àrab: فاس, Fās; amazic: ⴼⴰⵙ) és la tercera ciutat més gran del Marroc, després de Casablanca i Rabat; l'any 2004 tenia una població aproximada de 946.000 habitants. Fes és a la regió de Fes-Boulemane. És una de les quatre ciutats anomenades imperials, juntament amb Marràqueix, Meknès i Rabat. Sovint, se la considera centre espiritual del Marroc. La universitat més antiga del món es va obrir en aquesta ciutat el 859. Fes gaudeix d'un clima més aviat continental, amb hiverns bastant freds i secs, a causa de la proximitat de les muntanyes del Rif i de l'Atles Mitjà.
Fundada el segle ix per Idris II, Fes acull la medina més antiga del Marroc i una de les més grans de tot el Magrib, declarada Patrimoni de la Humanitat des del 1981. La ciutat, dividida en tres zones clarament diferenciades, conserva tradicions perdudes ja al món occidental com l'adobat de pells de manera artesanal, una feina que es realitza de la mateixa manera des de fa segles.
En realitat, Fes són tres ciutats en una. La ciutat nova, fundada pels francesos el 1920, Fes-el-Bali ('Fes la Vella'), la medina més antiga de la ciutat, i Fes-el-Jedid ('Fes la Nova'), una ampliació de la metròpoli anterior, realitzada sota la dinastia dels benimerins al segle xiii. Fes-el-Bali és un laberint medieval amb més de 9.400 carrers. Els diferents gremis professionals que hi coexisteixen es distribueixen en diferents barris segons l'especialitat que exerciten, i hi existeix el barri dels artesans, el dels terrissers, forjadors, sastres... del món àrab contemporani, només els socs del Caire i Damasc superen els de Fes-el-Bali.
A més d'haver-se convertit en un dels principals reclams turístics de la ciutat, el barri dels adobadors subministra la matèria primera per als clàssics articles de marroquineria que donen fama internacional a aquest país. És una de les zones més famoses i visitades de Fes, ja que s'hi troben les cèlebres adoberies on es fa tot el procés de transformar les pells animals en productes de marroquineria. En tot el Marroc, només hi ha dues ciutats (Fes i Tetuan) on es practiquin aquestes tècniques d'adobar i tintar les pells, i n'és el de la medina de Fes el més conegut.
L'adoberia d'Al-Chauara és la més important de la ciutat. Al voltant d'un pati central, on es disposen nombroses fosses de maó, se situen els tallers en què es processen les pells. Els adobadors s'introdueixen a les fosses de diversos colors per remullar, rentar i fregar les pells.

## Història
La medina de Fes fou el lloc on Moulay Idris II va arribar al final de segle viii per acabar l'obra del seu pare: la creació del Regne marroquí. La medina de Fes és un entorn natural ric i divers, amb molts rius i fonts d'aigua, amb abundància d'argila, de calcària i de guix, de boscos de cedres i roures de l'Atles Mitjà, de terres fèrtils i generoses, amb un clima sec. En resum, el necessari per construir una ciutat com Fes. Però calia gent per fer-ho, els primers eren aquells que havien rebut Moulay Idris: els amazics.

## Turisme

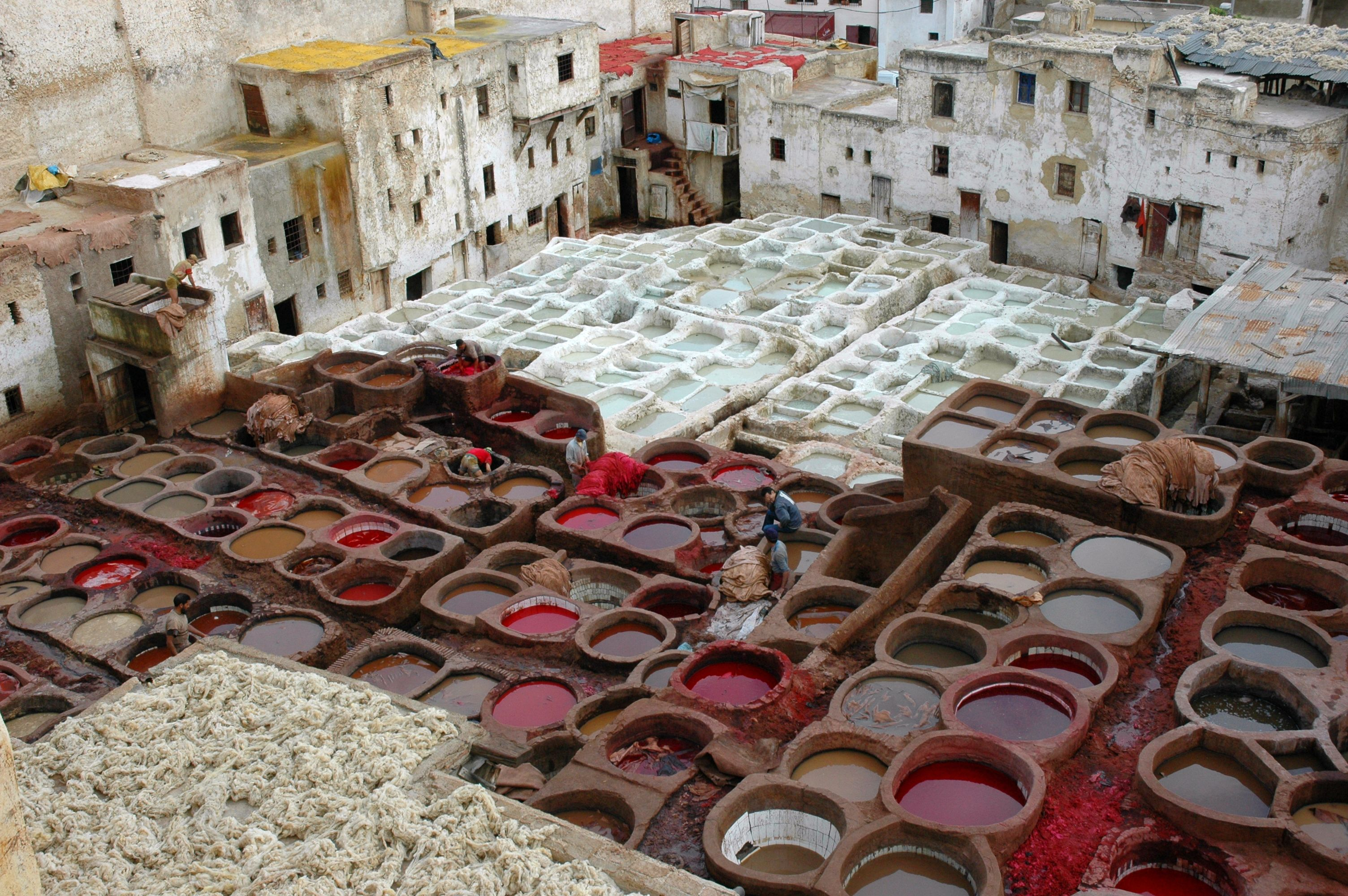
Adobat de pells a Fes

A nivell turístic, destaquen les tombes marínides, el palau Reial, el Barri jueu, la Kasbah Cherarda, Fondouk el-Nejjarine, el Barri dels adobers, Borj Nord, la madrassa Bou Inania, la madrassa Attarin, la mesquita Quaraouyine, la Zaouïa de Mulay Idris i el Museu Dar Batha. També hi ha les portes de Bab Bou Jeloud, Bab Chorfa i Bab el-Semarine.

## Fills i filles il·lustres
- Abdellatif Laabi (1942), escriptor
- Àhmad al-Mansur (1549 - 1603), sisè sobirà de la dinastia sadita del Marroc
- Allal al-Fassi (1910 - 1974), polític, escriptor, poeta i estudiós islàmic
- Àhmad al-Badawí (1200 - 1276), asceta sufí
- Abd-ar-Rahman al-Fassí (1631-1685), erudit musulmà
- Abdelcarim Gal·lab (1919 - 2006), escriptor i polític
- Ibn Idris II (? - 1879), diplomàtic i escriptor marroquí, fill del visir Ibn Idris I
- Ibn Zàkur (segle XVII), historiador i poeta
- Fàtima Mernissi (1940), escriptora, feminista i sociòloga
- Muhammad ibn al-Tayyib al-Kadiri (1712 - 1773), historiador i biògraf d'origen xerifià
- Tahar Ben Jelloun (1944), escriptor i poeta en llengua francesa
- Sidi Mohamed el Mokri, (1841-1957), gran visir i polític.